# چاشنی (فیلم ۲۰۰۶)
چاشنی (به انگلیسی: Detonator) یک فیلم اکشن آمریکایی محصول سال ۲۰۰۶ به کارگردانی پو-چی لیانگ با بازی وسلی اسنایپس است. این فیلم در تاریخ ۲۵ آوریل ۲۰۰۶ به صورت فیلم ویدئویی در ایالات متحده منتشر شد.

## داستان
پس از یک ماموریت مخفی در بخارست توسط سانی گریفیث که منجر به افشای باند بین المللی فروشندگان سلاح شد، گریفیث برای محافظت از نادیا کامینسکی انتخاب شد، نادیا همسر یک حسابدار مافیای رومانی بود…

## تولید
این مجموعه در ۴۹ روز و از ۳۰ ژوئن تا ۱۸ اوت ۲۰۰۵ در رومانی بخارست فیلمبرداری شده است.